# Jacques Soisson
Pour les articles homonymes, voir Soisson.
Jacques Soisson, né le 11 février 1928 à Paris, dans le  9e arrondissement, et mort le 25 janvier 2012 dans la même ville, dans le  16e arrondissement, est un peintre, graveur et sculpteur français d'art brut.

## Biographie
Jacques Soisson a étudié à l’École supérieure des beaux-arts de Toulouse, puis à l'École supérieure des beaux-arts de Montpellier.
De 1953 à 1962, il est professeur de dessin en Algérie.
De 1962 à 1966, il crée un atelier de peinture pour les enfants au Havre.
De 1966 à 1978, il est psychothérapeute pour enfants. Il collectionne alors des peintures et dessins d’enfants et d’adolescents. Cette importante collection a fait l'objet, avec le concours de Anne et Arsène Bonafous-Murat, d'une donation au Musée de l'Hospice Saint-Roch, à Issoudun. Il crée plusieurs ateliers d'art-thérapie. Il collabore avec l’Institut Édouard-Claparède de Neuilly. 
En 1969, il est membre de la Société d’art brut créée par Jean Dubuffet. Il fait connaissance avec Dubuffet.
Il est reconnu pour ses peintures d'inspiration fantastiques aux couleurs contrastées dites « mexicaines » mais aussi des personnages totémiques caractérisées par une personnalité exacerbée.
À partir d'octobre 1978, il se consacre à la peinture et à la gravure.
Il a accompagné son travail d'une mise à distance de sa pratique par l'écriture d'articles et de communications et la publication de livres imprimés à la main, illustré de gravures.
Il a fait de nombreuses expositions en France, au Danemark, en Suède, au Canada et aux États-Unis (Boca Raton Museum of Art en Floride).
Il est inhumé au cimetière de Montmartre à Paris.

## Réception critique
- « Vous me semblez avoir été tel Moïse - toutes proportions gardées - investi d'une mission : faire revivre pour notre époque la très ancienne théogonie d'un univers où Dieu laissait encore place aux dieux... Qu'un Dubuffet vous ait si tôt remarqué et encouragé ne signifie pas que votre peinture ait un rapport quelconque avec "l'Art Brut". Bien au contraire, si votre inspiration doit tout à l'instinct, sa réalisation, elle, est l’œuvre d'un artiste, d'un plasticien complet. Il s'agit là d'une peinture très élaborée, souvent monumentale, toujours dominée et équilibrée… » (Georges Moos[2])
- « Jacques Soisson m'apparait comme un machiniste de l'imaginaire. Son domaine, c'est le théâtre des opérations de l'inconscient, là où vont et viennent les intrigues nocturnes... Toujours évidentes, les choses. Toujours violentes, les couleurs, qu'elles soient traduites à leur maximum de brillance ou dans leur sourde opacité… » (Robert Abirached[3])
- « Avec la parfaite maîtrise de son dessin, son sens aigu de la composition monumentale, sa palette "Mexicaine", son inspiration fantastique, Soisson, lui est au centre de la grande vérité de la peinture qui nous vient peut-être des rivages des mondes oubliés dont ne se souviennent que les poètes, les enfants et les peintres. L’œuvre de Soisson incarne cette trinité vivante. » (André Parinaud[4])
- « J'ai toujours vu et senti Jacques Soisson comme un grand enfant dont les yeux s'émerveillent de l'aventure du monde. Loin de simplement constater, dénombrer, photographier, il se demande sans cesse pourquoi un bâton est un bâton, un nuage un nuage, un homme un homme. Bref pourquoi l'univers est là. Ce qui est évidemment la seule façon de peindre, c'est-à-dire de créer. » (Joseph Delteil[5])
- « Jacques Soisson n'a pas inventé la peinture et non plus la joie de peindre... Mais quelle drôlerie ? Drôle de drôlerie, dirait-on. Ces monstres à trognes et à griffes, ces personnages pédaleurs, ces athlètes de cabaret, ces rois totems comme autant d'amants fous - de quelle Antinèa ? - figés dans leurs bandelettes bariolées ou leurs lambeaux éclatants... » (Jacques Berne[6])
- « Ses toiles sont des explosions de couleurs fortes, toniques... L'esprit a déstructuré l'image figurative, la main a tracé des arabesques noires qui donnent le rythme, la couleur s'est lovée en ces interstices et le trait a multiplié au gré de la toile devient lien entre l'obscurité et la lumière, entre l'oubli et la mémoire... Pour moi, la peinture de Jacques Soisson est l'équilibre lumineux à des tourments qui le sont moins. Jacques Soisson possède ce pouvoir magique de peindre autant avec son âme qu'avec ses pinceaux. » (Evelyne Lagache[7])
- « Son tracé est complexe, on ne sait par où le pénétrer, comme un puzzle dont les éléments persisteraient sans doute à manquer. Il doit bien se trouver un fil d'Ariane ? Soisson ne s'explique pas. Il a depuis longtemps abandonné le filon qui suffirait à le rendre au triste sort de la célébrité. » (Hugues Bachelot[8])

## Expositions posthumes
- 2012 : hommage à Soisson à La Comète, Paris[9].
- 2014 : peintre invité à Goujoun'Art, Lot[10].
- 2015 : rétrospective Gravures, galerie Arsène Bonafous-Murat, Paris[11].
- 2016 : L'imaginaire fragmenté à Saint-Quentin, Aisne[12].
- 2023: Evidence, exposition consacrée à Jacques Soisson, Villa Benkemoun, Arles.
- 2025 (24 Juin- 21 Septembre): Vulnérables, Grande Chapelle Saint-Louis de l' Hôpital de La Pitié Salpêtrière, Paris (exposition collective avec un dialogue entre des sculptures de J. Dubuffet et des oeuvres de Jacques Soisson; présentation d'une partie de leur correspondance (Archives Fondation J. Dubuffet, Paris).